# Madoqua saltiana
Dik-dik de Salt
Espèce
Statut de conservation UICN

 LC  : Préoccupation mineure
Le dik-dik de Salt (Madoqua saltiana) est une espèce d'antilopes naines, qui vivent en Afrique, surtout en Éthiopie. Ils ont une longueur de 52–67 cm et ne pèsent que 2.5–4.0 kg.

## Liste des sous-espèces
Selon Mammal Species of the World (version 3, 2005)  (7 juin 2015) :
- sous-espèce Madoqua saltiana hararensis
- sous-espèce Madoqua saltiana lawrancei
- sous-espèce Madoqua saltiana phillipsi, Dik-dik de Phillips
- sous-espèce Madoqua saltiana saltiana
- sous-espèce Madoqua saltiana swaynei, Dik-dik de Swayne